# Pokal Nogometne zveze Slovenije 1991-1992
La Pokal Nogometne zveze Slovenije 1991./92. (in lingua italiana: Coppa della federazione calcistica slovena 1991-92) fu la prima edizione della coppa nazionale di calcio della Repubblica di Slovenia.
Era l'erede della Slovenski republiški nogometni pokal ("Coppa calcistica della Repubblica slovena"), e vi parteciparono tutte le squadre slovene. Nei primi turni si sfidarono le squadre minori, quelle nelle associazioni inter-comunali (MNZ, "Medobčinske nogometne zveze"), fino ad arrivare alla fase finale, rappresentata dagli ottavi di finale (divisa in "Ovest" ed "Est").
A vincere fu il Maribor, al suo primo titolo nella competizione.

Questo successo diede ai viola l'accesso alla Coppa delle Coppe 1992-1993.

## Ottavi di finale
| Squadra 1                       | Risultato       | Squadra 2      |
| ------------------------------- | --------------- | -------------- |
| MNZ Lubiana                     |                 |                |
| Olimpia Lubiana                 | 0 – 0 (4-1 dtr) | Slovan Lubiana |
| MNZ Maribor                     |                 |                |
| Dravograd                       | 1 – 2           | Maribor        |
| MNZ Lendava e MNZ Murska Sobota |                 |                |
| Nafta                           | 2 – 0           | Beltinci       |
| MNZ Capodistria                 |                 |                |
| Jadran Dekani                   | 0 – 0 (4-2 dtr) | Koper          |
| MNZ Celje                       |                 |                |
| Celje                           | 0 – 2           | Rudar Velenje  |
| MNZ Nova Gorica                 |                 |                |
| Primorje                        | 1 – 0           | Gorica         |
| MNZ Kranj                       |                 |                |
| LTH Škofja Loka                 | 1 – 5           | Triglav        |
| MNZ Ptuj                        |                 |                |
| Aluminij                        | 3 – 1           | Videm          |

## Quarti di finale
| Squadra 1 | Risultato | Squadra 2       |
| --------- | --------- | --------------- |
| OVEST     |           |                 |
| Triglav   | 0 – 1     | Olimpia Lubiana |
| Primorje  | 2 – 0     | Jadran Dekani   |
| EST       |           |                 |
| Maribor   | 3 – 0     | Rudar Velenje   |
| Aluminij  | 1 – 2     | Nafta           |

## Semifinali
| Squadra 1       | Risultato | Squadra 2 |
| --------------- | --------- | --------- |
| OVEST           |           |           |
| Olimpia Lubiana | 4 – 0     | Primorje  |
| EST             |           |           |
| Nafta           | 0 – 1     | Maribor   |

## Finale
| Arbitro: | Anton Beton |

|                                              |                      |                                         |
| Ubavič Podgajski Milinovič Djuranović Perica | Tiri di rigore 3 – 4 | Sušić Gajser Lukič Šimundža Hadžialagić |